# Ризони
Ризони (орцо, орзо, итал. orzo — «перловка», лат. hordeum) — это разновидность итальянской сухой мелкой пасты, по внешнему виду напоминающая зёрна ячменя или крупного риса. 

## Приготовление
Производится с использованием муки из твердых сортов пшеницы и минеральной воды. Также известен рецепт теста с использованием яиц. Ризони могут быть поданы и как основное блюдо, и как гарнир к супу, а также с салатом.